# 哈哈哈哈哈
《哈哈哈哈哈——很高興遇到你》是2020年由愛奇藝、騰訊視頻出品，藍天下傳媒、橙子映像、合心傳媒聯合出品的首檔公路形式戶外真人秀。也是愛奇藝、騰訊視頻雙平台首次以「聯合出品、聯合製作、聯合獨播、輪值招商」模式推出的戶外真人秀綜藝。
本節目設有愛奇藝、騰訊視頻會員專屬的衍生節目《五哈與他們的朋友》（每週五晚上21:00更新）。
本節目將以公路旅遊為主題，過程中嘉賓們將會穿越將近6000公里的行程路線，擴展中國美食、文化特色、人文美景，體驗平凡人們的生活。
節目藝人陣容包括導遊王勉，以及團員鄧超、陳赫、鹿晗。

## 播出時間
| 頻道                                                                               | 播放國家 | 播映日期       | 播出時間        | 播出時間        |
| ---------------------------------------------------------------------------------- | -------- | -------------- | --------------- | --------------- |
| 愛奇藝                                                                             | 中国大陆 | 2020年11月6日  | 每週五晚上8:00  | 每週五晚上8:00  |
| 騰訊視頻                                                                           | 中国大陆 | 2020年11月6日  | 每週五晚上8:00  | 每週五晚上8:00  |
| 東方衛視                                                                           | 中国大陆 | 2020年11月7日  | 每週六晚上10:00 | 每週六晚上10:00 |
| WeTV                                                                               | 臺灣     | 2020年11月6日  | 每週五晚上8:00  | 每週五晚上8:00  |
| 爱奇艺频道                                                                         | 马来西亚 | 2020年11月8日  | 每週日晚上8:00  | 每週日晚上8:00  |
| 2020年11月27日起愛奇藝、騰訊視頻會員搶先看8小時，即每週五12:00會員，每週五20點轉免 |          |                |                 |                 |
| 愛奇藝、騰訊視頻                                                                   | 中国大陆 | 2020年11月27日 | 會員            | 每週五中午12:00 |
| 愛奇藝、騰訊視頻                                                                   | 中国大陆 | 2020年11月27日 | 非會員          | 每週五晚上20:00 |
| 2020年12月4日起東方衛視每週四22:00重播                                             |          |                |                 |                 |
| 東方衛視                                                                           | 中国大陆 | 2020年12月4日  | 每週四晚上22:00 | 每週四晚上22:00 |

注：東方衛視購買本季節目播出版權，進行部分內容刪減，也成為本季的「獨家電視播出平台」。

## 節目歌曲
2020年11月20日，發佈節目插曲《追趕彩虹》，由李三木作词，满杰作曲，文一丁编曲，王晨藝演唱。

## 旅行規則
| 美好旅行簽約書 | 美好旅行簽約書                                                                         |
| -------------- | -------------------------------------------------------------------------------------- |
| 1.             | 本團為半工半遊，遊客將通過自己的勞動賺錢旅費                                           |
| 2.             | 旅行社按約定向旅客收取費用                                                             |
| 3.             | 行程中旅客應向旅行社上交自己的個人證件、全部行李等，根據旅行社路線行徑，且不能擅自離團 |
| 4.             | 旅客不能通過刷臉賺取旅費，被路人叫出名字將扣除一定費用                                 |
| 5.             | 導遊可憑藉自身努力向旅客賺取合理費用                                                   |

## 成員介紹
| 5HA旅行團       |                |                |                |
| 姓名            | 生日           | 參與期數       | 備註           |
| 導遊            |                |                |                |
| 王勉 （小王）   | 1994年5月7日   | 第0-12期       |                |
| 社長            |                |                |                |
| 王征宇 （老王） | —              | 第0-12期       | 總監製         |
| 初代入團        |                |                |                |
| 鄧超            | 1979年2月8日   | 第0-12期       |                |
| 陳赫            | 1985年11月9日  | 第0-12期       |                |
| 鹿晗            | 1990年4月20日  | 第0-12期       |                |
| 二代入團        |                |                |                |
| R1SE-張顏齊     | 1998年7月2日   | 第2-11期       |                |
| 王晨藝          | 1998年9月22日  | 第2-12期       |                |
| 時不時入團      |                |                |                |
| 田雨            | 1975年12月21日 | 第2-7，11-12期 |                |
| 特邀入團        |                |                |                |
| 黃渤            | 1974年8月26日  | 第1-2期        |                |
| 陶虹            | 1972年1月15日  | 第4-5期        |                |
| 臨時路過        |                |                |                |
| 張歆藝          | 1981年5月29日  | 第5期          |                |
| 被迫入團        |                |                |                |
| 陳銘            | 1988年4月7日   | 第5-8，11-12期 |                |
| 潛伏入團        |                |                |                |
| 鄧紫棋          | 1991年8月16日  | 第6-8期        |                |
| 未知？？？      |                |                |                |
| 張雨劍          | 1990年2月9日   | 第6-7期        |                |
| 來找朋友        |                |                |                |
| R1SE-周震南     | 2000年6月21日  | 第8-9期        |                |
| 喬裝入團        |                |                |                |
| 梁超            | 1978年3月3日   | 第8-9期        |                |
| 半路拼團        |                |                |                |
| THE9-虞書欣     | 1995年12月18日 | 第10期         | 刺殺小說家劇組 |
| 雷佳音          | 1983年8月29日  | 第10期         | 刺殺小說家劇組 |
| 董子健          | 1993年12月19日 | 第10期         | 刺殺小說家劇組 |
| 緊急救援        |                |                |                |
| THE9-孔雪兒     | 1996年4月30日  | 第10-11期      |                |
| 才藝進團        |                |                |                |
| 福克斯          | 1996年12月8日  | 第11期         |                |
| 帶歌入團        |                |                |                |
| 蘭州音樂人      | —              | 第11期         |                |

## 分期內容

### 第零期（先導片）20201106
- 主要內容：[2][3]

鄧超、陳赫、鹿晗被節目組邀請到黃浦江上的遊艇享用晚餐，坐船途中導遊王勉及社長王征宇出現，哈哈哈哈哈之旅逐漸的開啟！團員們需要上交手機以及簽合同。
遊艇的設施、房間、物品，上面貼了對應對價格，如果使用就必須付錢。
每日需繳交給節目組200元團費，賺錢的機會只能透過打工的方式。
為了完成隔天舟山海鮮城的工作，團員們找來了黃渤協助。
團員們需透過答題的方式，獲取不同價格的旅行經費，而導遊只能透過唯品會低價進貨後高價轉賣賺取提成。鄧超選擇B共獲得300旅行費、陳赫選擇C共獲得88旅行費、鹿晗選擇E共獲得50旅行費。
| 第一天資金結算 |              |             |             |            |           |
| 鄧超           | 鄧超         | 鹿晗        | 鹿晗        | 陳赫       | 王勉      |
| 資金124元      | 資金124元    | 資金39元    | 資金39元    | 資金88元   | 不適用    |
| 花生x1         | 8元          | 廁所開門x1  | 5元         | 無消費     | N/A       |
| 開冰箱x1       | 5元          | 紙巾x1      | 5元         | 無消費     | N/A       |
| 啤酒x4         | 80元         | 梳鏡套裝x1  | 1元         | 無消費     | N/A       |
| 面膜x3         | 3元          |             |             | 無消費     | N/A       |
| 牙刷x3         | 10元         |             |             | 無消費     | N/A       |
| 毛巾x1         | 10元         |             |             | 無消費     | N/A       |
| 飯後甜點x1     | 10元         |             |             | 無消費     | N/A       |
| 房間x1         | 50元         |             |             | 無消費     | N/A       |
| 總消費 176元   | 總消費 176元 | 總消費 11元 | 總消費 11元 | 總消費 0元 | 收入 10元 |

### 第一期 20201113
- 主要內容：[4][5][6][7]

團員鄧超、陳赫、鹿晗在凌晨警報響起後到達了旅行的第一站舟山。
每個人身上有一個工牌，並到舟山尋找工作，賺到錢之後，必需上交給各自的跟拍導演，每人收入200就能發車。
鄧超選擇在碼頭搬運螃蟹和扳手腕挑戰；陳赫、黃渤選擇運冰廠工作；鹿晗、王勉選擇加入綁蟹大軍。
在前往東河市場途中分為兩組，鄧超、陳赫為賣蟹組，前往東河市場賣螃蟹；鹿晗、王勉、黃渤為掙錢組，需繼續打工。
因為有了「不可刷臉」的特殊規則，團員們的名字依依被叫，導致旅行費逐漸的扣除。於是全員出海捕魚，由於捕回來的魚無法賣出，為娛樂捕魚只能當場吃掉，於是全員幫餐廳老闆娘按摩，賺取251塊旅行費。
參與義烏晚會時，鄧超、陳赫、鹿晗在休息站上廁所，由於遲到2分鐘後沒能上車，車子提前開走。

### 第二期 20201120
- 主要內容：[8][9][10][11]

本期5HA旅行團們來到了橫店影視城參與「戲精大會」模仿賽。
張顏齊到5H旅行社報名地時，宣布需帶上一位夥伴才能參與本次旅行，於是找來了王晨藝一同旅行，途中由於兩人皆不會開車，於是找來了身邊的朋友幫忙開車。兩人原定資金只有100旅行費，於是兩人與開車的朋友在路上表演RAP、舞蹈等，賺取夠多旅行費。
鄧超、黃渤今日工作選擇參與模仿秀大會，並分別扮演麥可·杰克超及麥可·杰克渤；陳赫、鹿晗今日工作選擇劇組打工；張顏齊、王晨藝今日工作選擇參與參加戲精大會，並分別扮演GAI周延、郭富城版麥可˙傑克遜。
初代團員及導遊在吃飯途中，黃渤因行程關係，之後期數將不再參與，並多了一位新成員田雨，他是模仿賽的評審之一。

### 第三期 20201127
- 主要內容：[12][13][14][15]

本期5HA旅行團們來到義烏開啟了新的一天旅行。
團員張顏齊、王晨藝在上期通過了自己的努力完成了各種困難的考驗，於本期正式加入5HA旅行團，成為新一代團員。
團員們將分為兩隊，以特色方式賺取本日的旅行費。陳赫組成員有陳赫、鹿晗、張顏齊及買手導演；鄧超組鄧超、田雨、王晨藝及買手王勉。
團員們手中的消費券可以做為進貨的基金使用，在90分鐘內進行物品的採購，進貨之後將進行比貨環節，同類貨品競價高的一方可以吃掉另一方的同類貨品，最後根據兩方買貨結果扣除團費後營業額高的一方優先選擇明天的特色旅遊項目。
由於義烏鎮過於擁擠，於是改為B方案「雲買貨」的方式感受互聯網科技時代的發展以及實體經濟的美好。並且獲得了「中國生機」的稱號。
結束了義烏的工作，團員們隨後前往景德鎮。
- 景德鎮項目：

1. 吃得好：陳赫、鹿晗、張顏齊、田雨、王晨藝
2. 行得好：鄧超

前往景德鎮路途中，導演組特別為了「吃得好」組設計了各種小遊戲，讓團員們領悟到了沿途的美食及各種當地特產。

### 第四期 20201204
- 主要內容：[16][17][18][19]

本期5HA旅行團們來到了擁有「瓷都」稱號的江西景德鎮。
團員們看到了竟成村農民電視劇的招募，因為劇組需要女性演員，團員們邀請陶虹參與農民導演的拍攝。
隨著農民劇組工作的過程中，團員們和農民一起準備午餐，不僅體驗了農民劇組的各個工作種類，也感受到了勞動者的純樸與熱情。
團員鄧超選擇到燈泡廠工作，向工人學習燈泡的製作工藝，且體會到了一線工人的辛苦，完成後還到理髮店幫客人洗頭；團員田雨選擇和玉窯山莊的主人交流瓷器心得，過程中除了幫助挑選可修復的瓷器，還為觀眾得到了瓷器相關的文化知識；團員陶虹、張顏齊、王晨藝選擇前往劇組拍攝；團員陳赫、鹿晗選擇的工作則是雕塑模特。眾人完成工作後到劇組的拍攝地點會合。
團員們通過了一天的努力後，前往南昌體驗消夜文化，並將南昌美食推廣出去。

### 第五期 20201211
- 主要內容：[20][21][22][23]

本期五哈旅行團們來隨著團員鄧超的帶領下來到了南昌，開始自由行，導遊王勉休假一天。
鄧超帶著團員們來到了旱冰場，享受著回到90年代的滑冰的過程。隨後，鄧超帶著團員們來到了藝校老師的居住的地方，並講起了鄧超的各種經歷，也被老師「活到老，學到老」的精神所感動。接著，團員們來到了賣藕的程奶奶攤位拜訪。最後，團員們又到了鄧超的國小母校參觀，並與早上留在上一站看瓷器開窯的田雨會合。
江西旅程結束之後，陶虹先行離開，其餘成員前往武漢，並和武漢的朋友張歆藝一起吃消夜。
次日，鄧超、鹿晗、王晨藝三人隨著陳銘一起前往婚禮現場為新人送上祝福。
成員們帶著陳銘登上長江黃金郵輪之後結束了本期的節目。

### 第六期 20201218
- 主要內容：[24][25][26][27]

本期五哈旅行團們來到了長江黃金六號郵輪，與鄧紫棋、張雨劍會合，開始了今天的旅程，節目組宣布每人需要打工賺取至少100塊錢。
王晨藝、田雨先在小三峽遊艇上為遊客拍照賺錢，鄧超販售白帝城門票、陳銘擔任廣播員、陳赫與張雨劍也幫遊客拍照、鹿晗與鄧紫棋販售吉祥物玩偶，張顏齊與拍照歸來的王晨藝兜售之前在義烏進貨的首飾。團員們達成今日業績後，登上甲板與各位乘客一起跳廣場舞表演，並在白帝城暫停時下船舉行街頭表演。
團員田雨為觀眾展現了李白的歷史的質樸與熱情，展現了疫情漸漸好起的的文化旅旅遊生機勃勃的狀態。

### 第七期 20201225
- 主要內容：[28][29][30][31]

本期五哈旅行團們來到了忠縣，參與忠誠盃電競大賽，主持人為陳銘、薇薇。
本屆電競比賽包含了傳統遊戲如鬥地主和拍畫片，及年輕人們熱愛的英雄聯盟、穿越火線等。參與選手包含前職業選手若風，穿越火線演員楊凱程和小愛。
比賽前團員們進行了充足的準備，由隊長鹿晗帶領團員們進行排兵佈陣和戰術部署，在過程中和各式各樣的選手展開了比拼，也讓大家深刻受到電子競技做為體育項目的合作。
賽後，張雨劍、田雨先行離開，楊凱程和小愛跟著旅行團一起進行晚上吃燒烤的行程。
| 比賽流程 |          |                                        |
| 第一輪   | 鬥地主   | 鄧超、陳赫、鹿晗、田雨、鄧紫棋、張雨劍 |
| 第二輪   | 英雄聯盟 | 陳赫、張顏齊、王晨藝、王勉、鄧紫棋     |
| 第三輪   | 穿越火線 | 陳赫、鹿晗、張顏齊、王晨藝、張雨劍     |
| 第四輪   | 拍畫片   | 鄧超、王勉、田雨                       |

### 第八期 20210101
- 主要內容：[32][33][34][35]

本期五哈旅行團們來到了重慶忠县露營，途中團員周震南、梁超加入本期旅行，鄧紫棋因工作原因先行離開。
隔天早上，團員們與當地居民進行了籃球賽。比賽結束後，陳銘因事離團，旅行團驱车前往重庆市区。抵達之後，導演組發布第一個任務，需要團員們發朋友圈讓朋友決定晚餐火鍋點什麼食材。隔天，導演組發布第二個任務，需要在重慶找回當年的美好記憶並拍照，才能獲得下一期打工的道具。
| 各組任務地點 |                |
| 愛情天台     | 鄧超、梁超     |
| 龍脊山       | 王勉、鹿晗     |
| 咖啡館       | 陳赫、王晨藝   |
| 南坪中學     | 張顏齊、周震南 |

### 第九期 20210108
- 主要內容：[36][37][38][39]

本期五哈旅行團們來到了重慶，導演組發布第一個任務重慶之夜，導演組將發給每人一張任務卡，並完成任務，每人需賺錢200旅行費。
- 重慶之夜：

1. 半工半遊性質
2. 目標團費200元/項

| 任務項目     |            |              |
| 「重慶的路」 | 出租車司機 | 鄧超         |
| 「重慶的聲」 | 廣播電台   | 陳赫         |
| 「重慶的吃」 | 外賣員     | 鹿晗、周震南 |
| 「重慶的拳」 | 划拳       | 張顏齊、梁超 |
| 「重慶的膜」 | 貼膜       | 王晨藝       |
| 「重慶的琴」 | 賣藝       | 王勉         |

完成任務之後，每人上交給導演組200元團費，一共1200元（不含兩位嘉賓）。
隨後導演組帶大家來到火鍋店，並發布第二項任務火鍋默契大考，點菜人數為單數則上菜，雙數則取消。晚餐結束後，周震南和梁超離團。

### 第十期 20210115
- 主要內容：[40][41][42][43]

本期五哈旅行團們來到了甘肅蘭州的阿干鎮。雷佳音、董子健、虞書欣加入旅行團。
到達場地之後，導演組發布今天的任務「刺客英雄」，每個人擁有自己的初始排名及身分，需要賺取一定的金額並到達扭蛋機轉取別人的身分線索，只要轉到別人的身分線索，即可獲得別人身分的一條線索，若獲得兩條線索，可分析出該線索的對象並在當地場所找到該位村民且到帶照相館拍攝，即刺殺成功，最終排名末三位的成員將居住在當地農村。
若被刺殺，需要到照相館吃半顆獼猴桃才能復活成功，繼續比賽。
在此環節中，場內有兩張特殊的卡片，一張為「愛奇藝萬能卡」轉到此卡的人可憑藉該卡在阿干鎮中街92號內兌換萬能分身（可代替任意身分）身分一個。
另一張為「騰訊萬能卡」，轉到此卡的人可憑藉該卡在阿干鎮中街98號內兌換萬能分身（可代替任意身分）身分一個。
遊戲結束，虞書欣、王晨藝、鄧超三人本應留宿當地農村，但孔雪兒前來帶三人一起前往蘭州民宿。
| 最終排名任務排名 |        |
| 第0名            | 王勉   |
| 第1名            | 董子健 |
| 第2名            | 鹿晗   |
| 第3名            | 雷佳音 |
| 第4名            | 陳赫   |
| 第5名            | 張顏齊 |
| 第6名            | 虞書欣 |
| 第7名            | 王晨藝 |
| 第8名            | 鄧超   |

### 第十一期 20210122
- 主要內容：[44][45][46][47]

本期五哈旅行團們來到了蘭州。上一期的嘉賓雷佳音、董子健、虞書欣離團，孔雪兒留下。
團員們吃完一頓早飯後，導演組聚集大家到客廳發布今天的任務「黃河音樂節」，在今天的過程中每位團員將分成四組，每組會有關於蘭州不同的歌曲，並邀請了四組樂隊，在今天晚上之前，團員們需要自行練習，並在最終的郵輪上完成公演，即挑戰成功。
| 黃河音樂節   |           |                                  |
| 《金城蘭州》 | 演唱      | 張瑋瑋、鄧超、王勉               |
| 《金城蘭州》 | 特邀嘉賓  | 邸明慧                           |
| 《金城蘭州》 | 吉他      | 李鑫、王勉、張瑋瑋               |
| 《金城蘭州》 | 貝斯      | 狄冰瑜                           |
| 《金城蘭州》 | 鼓手      | 鐘遜                             |
| 《金城蘭州》 | 小號      | 豐玉程                           |
| 《憶蘭州》   | 演唱      | 盧笛、王晨藝、孔雪兒             |
| 《憶蘭州》   | 特邀嘉賓  | 葉音                             |
| 《憶蘭州》   | Progrm    | 耿桐                             |
| 《憶蘭州》   | 吉他      | 張鵬                             |
| 《憶蘭州》   | 貝斯      | 趙勇                             |
| 《憶蘭州》   | 鼓手      | 王強                             |
| 《蘭州蘭州》 | 演唱      | 低苦艾樂隊、鹿晗、張顏齊、福克斯 |
| 《蘭州蘭州》 | 特邀嘉賓  | 劉古諾                           |
| 《蘭州蘭州》 | 吉他      | 周旭東                           |
| 《蘭州蘭州》 | 貝斯      | 席斌                             |
| 《蘭州蘭州》 | 鼓手      | 聶久淇（特邀）                   |
| 《蘭州蘭州》 | 手風琴    | 郭歌                             |
| 《昨個晚上》 | 演唱      | 李敬進與拾躍果兒樂隊、陳赫       |
| 《昨個晚上》 | 貝斯      | 卷子                             |
| 《昨個晚上》 | 吉他/合聲 | 輝輝                             |
| 《昨個晚上》 | 鼓手/合聲 | 曹哥                             |

最終郵輪公演，田雨回歸，且陳銘以特邀主持人之姿回歸。由於大合唱時，團員張顏齊身體不適，故暫停後續錄製。演出結束後，孔雪兒離團。

### 第十二期 20210129
- 主要內容：[48][49][50][51]

團員們搭乘火車前往達拉薩的同時，導演組發布了今天的規則，到達地點之前將會經過25個小時，團員們必須通過一系列的小遊戲贏得軟墊的車票。
途中王勉跟著兩名乘客在德令哈下車，且隔天到乘客家的牧場參觀，共進午餐之後歸隊。
到達目的地拉薩之後，團員們與藏族導遊參觀布達拉宮，並到餐廳享用特色午餐。餐後又拜訪了雅魯藏布江、羊湖等景點。田雨因身體不適而缺席羊湖之旅。
最後，團員們使用手機，與所有往期出現過的民眾通話連線，回想當時體驗過了不同的人生，是多麼的辛苦、艱難，並迎來節目的尾聲。

## 收视率
以下紀錄《哈哈哈哈哈——很高興遇到你》在東方衛視首播時的收視率情況，數據來源於索福瑞媒介研究有限公司的CSM59城市網測量儀數據
| 中国大陆 東方衛視 首播收视率 （CSM59） |                |        |          |      |                                                 |
| 集數                                   | 播出日期       | 收视率 | 收视份额 | 排名 | 備註                                            |
| 0                                      | 2020年11月7日  | —      | —        | —    |                                                 |
| 1                                      | 2020年11月14日 | 0.931  | 6.97     | 7    |                                                 |
| 2                                      | 2020年11月21日 | 0.928  | 5.09     | 7    |                                                 |
| 3                                      | 2020年11月28日 | 0.995  | 6.84     | 8    |                                                 |
| 4                                      | 2020年12月5日  | 0.953  | 6.25     | 7    |                                                 |
| 5                                      | 2020年12月12日 | 0.845  | 5.51     | 9    |                                                 |
| 6                                      | 2020年12月19日 | 0.826  | 5.90     | 10   | 浙江《蓝莓孵化营》完结                          |
| 7                                      | 2020年12月26日 | 0.725  | 5.25     | 8    |                                                 |
| 8                                      | 2021年1月2日   | 0.733  | 4.49     | 9    | 湖南《舞蹈風暴》暫停播映 浙江《念念桃花源》開播 |
| 9                                      | 2021年1月9日   | 0.702  | 4.81     | 8    | 湖南《舞蹈風暴》完結                            |
| 10                                     | 2021年1月16日  | 0.698  | 4.84     | 8    |                                                 |
| 11                                     | 2021年1月23日  | 0.750  | 4.73     | 7    |                                                 |
| 12                                     | 2021年1月30日  | 0.625  | 4.21     | 11   |                                                 |

1. 同时段或交叉时段主要节目：
  - 浙江卫视：《蓝莓孵化营》/《念念桃花源》
  - 湖南衛視：《舞蹈風暴》
2. 数据由广视索福瑞提供，调查范围为四岁以上之观众。
3. 以上收视排名不包括央视在内。
4. 资料来源 卫视这些事儿、卫视小露电。
5. 排名为週六晚间所有综艺节目的排名，并不一定为同一时段。

## 外部連結
- 官方网站 （页面存档备份，存于）
- 愛奇藝哈哈哈哈哈的新浪微博
- 騰訊視頻哈哈哈哈哈的新浪微博
- 豆瓣电影上《哈哈哈哈哈》的資料 （简体中文）

| 中国大陆 东方卫视 週六 22:00（如當日《新聞聯播》延時順延播出）                                                                    | 中国大陆 东方卫视 週六 22:00（如當日《新聞聯播》延時順延播出）                      | 中国大陆 东方卫视 週六 22:00（如當日《新聞聯播》延時順延播出） |
| --- | ----------------------------------------------------------------------------------- | -------------------------------------------------------------- |
| | 哈哈哈哈哈（先导片） （2020年11月7日） 哈哈哈哈哈——很高興遇到你 （2020年11月14日-） |                                                                |
| 做家務的男人 (第二季) （2020年8月1日－2020年10月17日）我们的歌 (第二季)（重播） （2020年10月31日）追光吧！哥哥 （2020年12月5日-） | 追光吧！哥哥 （2020年12月5日-）                                                     |                                                                |

| 中国大陆 东方卫视 週四 22:00（如當日《新聞聯播》延時順延播出） | 中国大陆 东方卫视 週四 22:00（如當日《新聞聯播》延時順延播出） | 中国大陆 东方卫视 週四 22:00（如當日《新聞聯播》延時順延播出） |
| -------------------------------------------------------------- | -------------------------------------------------------------- | -------------------------------------------------------------- |
|                                                                | 哈哈哈哈哈（重播） （2020年12月3日-）                          |                                                                |
| 東方新氣象                                                     | 東方綜藝大賞                                                   |                                                                |